# Оберман, Трейси-Энн
Тре́йси-Энн О́берман (англ. Tracy-Ann Oberman; род. 25 августа 1966, Брент, Лондон, Англия, Великобритания) — английская актриса и сценаристка.

## Биография
Имеет еврейское происхождение.
Обучалась в Heathfield School for Girls, Leeds University, Manchester University, Central School of Speech and Drama и МХАТе.
Начала свою актёрскую карьеру в 1993 году, сыграв роль Олимпии в пьесе «Тамберлейн». Начиная с середины 1990-х годов Оберман сыграла более чем в 600-ти радио пьесах. В 1997 году она дебютировала в кино, сыграв роль Дженни/Джилл в телесериале «Любима вами». Всего сыграла в 49-ти фильмах и телесериалах.
В 2002 году Трейси-Энн дебютировала в качестве сценариста, написав сценарий к телесериалу «Большой поезд». В 2003 году Оберман написала сценарий к фильму «Харрингэм Харкер».
Член ордена Британской империи (13 июня 2025 года).

## Личная жизнь
С 19 декабря 2004 года Трейси-Энн замужем за музыкальном продюсером Робом Коуэном. У супругов есть дочь — Анушка Индия Коуэн (род. 23.08.2006).
26 декабря 2004 года Трейси-Энн и её муж Роб стали жертвами землетрясения в Индийском океане, находясь в свадебном путешествии.

## Избранная фильмография
Актриса
| Год  |    | Русское название          | Оригинальное название | Роль                     |
| ---- | -- | ------------------------- | --------------------- | ------------------------ |
| 1997 | с  | Любима вами               | Loved by You          | Дженни/Джилл             |
| 2000 | с  | Чисто английское убийство | The Bill              | Хелен Дженсен            |
| 2002 | с  | Большой поезд             | Big Train             | разные роли              |
| 2003 | ф  | Харрингэм Харкер          | The Harringham Harker | имя персонажа неизвестно |
| 2006 | с  | Доктор Кто                | Doctor Who            | Ивонн Хартман            |
| 2009 | с  | Робин Гуд                 | Robin Hood            | Гвенет                   |
| 2013 | ф  | Грязь                     | Filth                 | Диана                    |
| 2016 | мс | Томас и его друзья        | Thomas & Friends      | Дейзи                    |
| 2021 | с  | Ридли-роуд                | Ridley Road           | Нэнси Малиновски         |

Сценарист
- 2002 — «Большой поезд[англ.]»/Big Train
- 2003 — «Харрингэм Харкер»/The Harringham Harker